# KRTAP9-4
KRTAP9-4 (англ. Keratin associated protein 9-4) – білок, який кодується однойменним геном, розташованим у людей на 17-й хромосомі. Довжина поліпептидного ланцюга білка становить 154 амінокислот, а молекулярна маса — 16 378.
| 10         |  | 20         |  | 30         |  | 40         |  | 50         |
| ---------- |  | ---------- |  | ---------- |  | ---------- |  | ---------- |
| MTHCCSPCCQ |  | PTCCRTTCCR |  | TTCWKPTTVT |  | TCSSTPCCQP |  | SCCVSSCCQP |
| CCRPTCCQNT |  | CCQPTCVTSC |  | CQPSCCSTPC |  | CQPTCCGSSC |  | DQSSSCAPVY |
| CRRTCYYPTT |  | VCLPGCLNQS |  | CGSNCCQPCC |  | RPACCETTCF |  | QPTCVSSCCQ |
| PFCC       |  |            |  |            |  |            |  |            |

A: Аланін

C: Цистеїн

D: Аспарагінова кислота

E: Глутамінова кислота

F: Фенілаланін

G: Гліцин

H: Гістидин

K: Лізин

L: Лейцин

M: Метіонін

N: Аспарагін

P: Пролін

Q: Глутамін

R: Аргінін

S: Серин

T: Треонін

V: Валін

W: Триптофан